# Triticum dicoccum
Triticum dicoccum, trigo farro o farro (a veces también emmer por influencia anglosajona), es un cereal de trigo antiguo, un género de gramínea estrechamente relacionado con el trigo espelta y el trigo escanda ―con los cuales suele confundirse― y con el trigo blando harinero.
El T. dicoccum (el nombre taxonómico binomial a veces es ligeramente variado como Triticum dicoccon) es una especie tetraploide, con 28 cromosomas, derivada de la hibridación fértil de dos gramíneas silvestres diploides: el Triticum urartus y una especie aún no identificada de Aegilops relacionada con el Aegilops speltoides.
El farro contiene gluten y no es apto para el consumo de personas con trastornos relacionados con el gluten.

## Evolución e historia
Se conocen variedades silvestres de Triticum dicoccum, como las encontradas en el yacimiento Ohalo II (en Israel), datadas hacia el 8000 a. C. (esto es, durante el Neolítico precerámico). Especies domesticadas se encuentran en el Creciente fértil desde el 7200 al 6000 a. C.
El farro y la cebada eran los cultivos dominantes en el Cercano Oriente durante el Neolítico. En esa época este cereal se extendió a Europa y al Subcontinente indio. En el Cercano Oriente los cultivos del farro declinaron durante la tardía Edad del Bronce ―hacia el 3000 a. C.. En cambio en el Antiguo Egipto, el farro mantenía un lugar relevante entre los cultivos ―era muy utilizado para preparar pan y cerveza―, pese a que en países vecinos se iban prefiriendo el trigo harinero y el trigo duro (Triticum durum).
Algunas de las primeras menciones de este cereal se encuentran en la Biblia, por ejemplo en el Libro de Ezequiel (4:9) se le alude como uno de los constituyentes del pan. También se le menciona como uno de los «cinco granos prohibidos» durante el período del Pésaj ―en distintas traducciones de la Biblia se lo ha confundido con la espelta, lo cual es incorrecto―.
En griego antiguo el farro ha recibido el nombre de ολυρα (/olüra/). En latín se lo conoció inicialmente con el nombre de ador y luego far (o farris). De este nombre latino deriva la palabra harina). La harina del farro era la base de la alimentación de las poblaciones latinas: con farris preparaban pan y un precedente de la polenta, llamado puls.
Entre los romanos, el pan de farris era consumido conjuntamente por los recién casados durante el rito llamado confarreatio o nuptiae farreatae, que era la forma más solemne de matrimonio en la antigua Roma. Por otra parte existían preparaciones como la chidra (de origen griego) basada en las espigas tostadas de este cereal, el tragum (una mezcla de farris con leche) o el athera (especie de jarabe procedente de Egipto).
Sin embargo, tras el cultivo de otros cereales ―por ejemplo el trigo harinero― el cultivo del farro casi desapareció y es desde finales del siglo XX cuando ha comenzado su recuperación en ciertas zonas merced a su resistencia y a sus óptimas cualidades dietéticas.

## Cultivo y recolección
El farro crece bien en terrenos pobres en nutrientes y es particularmente resistente al frío. La siembra se hace en otoño con la semilla recubierta por su cáscara, sobre el terreno previamente preparado. No se requieren herbicidas ya que la planta es fuerte, esto también la exime de aditamentos químicos y de agrotóxicos. Sin embargo la cosecha es más tardía que la del trigo, se efectúa en pleno estío con las mismas maquinarias que las requeridas para el trigo.
La semilla se presenta en tres variedades: pequeña, mediana y grande (muchas veces llamada erróneamente «espelta»); las variedades medianas y grandes son las más usadas para el cultivo.
Una peculiaridad de este cereal es que aún tras ser trilladas las semillas cosechadas mantienen aún el cascabillo (o cascarilla) y por esto es necesario un descascarillado. Tal inconveniente ―unido al relativamente bajo rendimiento (60-70 % respecto a la producción inicial― ha sido uno de los principales motivos para que se le substituyera por el trigo harinero.

## Farro de la Garfagnana
Se ha reconocido como Producto agroalimentario tradicional italiano (PAT) el farro de la Garfagnana, producido entre los 300 y los 1000 (m s. n. m.) con la variedad Schubler. La zona de producción comprende la región de la Garfagnana en la provincia de Lucca, Toscana siendo su producción máxima permitida de 25 quintales por hectárea.